# Североморск
Северомо́рск — город в Мурманской области России, центр одноимённого городского округа-ЗАТО.
Расположен на Кольском полуострове, в 25 км к северо-востоку от Мурманска. Морской порт на восточном берегу незамерзающего Кольского залива Баренцева моря. Связан с Мурманском железнодорожной линией и автомагистралью. Главная военно-морская база Северного флота России. Шестой по величине город за северным полярным кругом.
Население — 43 394 чел. (2023).

## Физико-географическая характеристика

### Географическое положение
Североморск расположен на Кольском полуострове за Северным полярным кругом, в зоне распространения многолетнемёрзлых пород, на скалистом восточном побережье Кольского залива Баренцева моря, на берегах губ Варламова и Ваенги.

### Климат
В Североморске умеренно-холодный климат. Значительное количество осадков в течение года, даже в сухие месяцы. По классификации климатов Кёппена — субарктический климат с коротким прохладным летом (индекс Dfc) и постоянным увлажнением в течение года. Среднегодовая температура в Североморске — 0,2 °C, среднее количество осадков в год составляет 475 мм.
| Показатель                    | Янв.  | Фев.  | Март | Апр. | Май | Июнь | Июль | Авг. | Сен. | Окт. | Нояб. | Дек.  | Год  |
| ----------------------------- | ----- | ----- | ---- | ---- | --- | ---- | ---- | ---- | ---- | ---- | ----- | ----- | ---- |
| Средний суточный максимум, °C | −7,2  | −7,5  | −3,2 | 1,4  | 6,5 | 13,3 | 16,7 | 14,6 | 9,1  | 3,0  | −2,2  | −5,4  | 3,3  |
| Средняя температура, °C       | −10,4 | −10,6 | −6,3 | −1,6 | 3,4 | 9,4  | 12,8 | 11,3 | 6,7  | 1,2  | −4,6  | −8,4  | 0,2  |
| Средний суточный минимум, °C  | −13,6 | −13,6 | −9,3 | −4,6 | 0,4 | 5,5  | 8,9  | 8,1  | 4,4  | −0,5 | −6,9  | −11,3 | −2,7 |
| Норма осадков, мм             | 31    | 22    | 20   | 22   | 30  | 52   | 61   | 61   | 52   | 46   | 42    | 36    | 475  |
| Источник: Climate-Data.org    |       |       |      |      |     |      |      |      |      |      |       |       |      |

## История
Первое поселение возникло на месте нынешнего города в 1896—1897 годах. Поселенцы занимались охотой, рыболовством и скотоводством. В 1917 году в поселении проживало всего 13 человек. Поселение получило название по имени губы и реки — Ваенга. Это название в свою очередь возникло от саамского «вайонгг» — самка оленя, важенка.

### Возникновение Базы Северного Флота
В 1926 году в Мурманске была основана контора по заготовке леса, одна из артелей которой была направлена в Ваенгу. В посёлке были построены барак-общежитие, баня, проложена линия телефонной связи.
В 1933 году бухта была выбрана в качестве одной из баз для создаваемого Северного флота.
С 1934 года и до начала Великой Отечественной войны в городе были построены деревянные и кирпичные дома, военные объекты, а в соседней губе аэродром морской авиации. С августа 1941 года всё строительство было законсервировано.
По окончании войны строительство было возобновлено. Ваенга, с учётом имеющегося обустройства, была выбрана главным местом базирования Северного флота.
1 сентября 1947 года из Полярного в Ваенгу перебазировались штаб и управление Северного флота.
В том же 1947 году была открыта первая средняя школа. Население Ваенги составило 3884 человека.
В 1948 году в Ваенге впервые был образован поселковый Совет депутатов трудящихся.

### Североморск
18 апреля 1951 года рабочий посёлок Ваенга получил новый статус и новое имя — город Североморск.
К 1960-м годам город был уже основательно обустроен — выпускали свою продукцию хлебозавод, колбасная фабрика, цех по производству безалкогольных напитков, вступил в строй плавательный бассейн.
22 августа 1991 года Указом Президента РСФСР № 75 полномочия исполнительных комитетов прекращены, исполнительные органы преобразованы в администрации, которые возглавили Главы администраций. На них было возложено выполнение исполнительно-распорядительных функций исполкомов.
10 ноября 1991 года прекращены полномочия исполнительного комитета, исполнительная власть преобразована в Администрацию города.
12 декабря 1991 года Главой администрации города Североморска назначен Виталий Иванович Волошин с правом осуществления исполнительно-распорядительных функций исполнительного комитета.
26 ноября 1996 года Указом Президента РФ город Североморск как крупная военно-морская база преобразован в ЗАТО (городской округ) с включением в его подчинение населённых пунктов: посёлки городского типа Сафоново, Росляково, Сафоново-1, Североморск-3, Щукозеро. (см. ЗАТО город Североморск).

## Население
| 1917    | 1926    | 1948    | 1959    | 1967    | 1970    | 1979    | 1987    |
| ------- | ------- | ------- | ------- | ------- | ------- | ------- | ------- |
| 13      | ↗31     | ↗3884   | ↗28 116 | ↗44 000 | ↘40 919 | ↗50 090 | ↗55 000 |
| 1989    | 1992    | 1996    | 1998    | 2002    | 2003    | 2005    | 2006    |
| ↗62 120 | ↗67 100 | ↘58 700 | ↘56 900 | ↘55 102 | ↘55 100 | ↘54 200 | ↘54 100 |
| 2007    | 2009    | 2010    | 2011    | 2012    | 2013    | 2014    | 2015    |
| ↘53 700 | ↘53 474 | ↘50 060 | ↘49 930 | ↗49 980 | ↘49 873 | ↘48 977 | ↗49 719 |
| 2016    | 2017    | 2018    | 2019    | 2020    | 2021    | 2023    |         |
| ↗51 004 | ↗51 209 | ↗52 255 | ↗52 597 | ↗53 525 | ↘43 327 | ↗43 394 |         |

На 1 января 2025 года по численности населения город находился на 341-м месте из 1124 городов Российской Федерации.
По данным Всероссийской переписи населения 2010 года, численность населения, проживающего на территории населённого пункта, составляет 50060 человек, из них 26503 мужчины (52,9 %) и 23557 женщин (47,1 %).

## Местное самоуправление
Глава ЗАТО г. Североморск — Владимир Евменьков (с 12 октября 2024 года)
Исполнительную власть с 1991 года возглавлял Виталий Волошин. Весной 2011 года он был утверждён на конкурсной основе на пост главы администрации ЗАТО г. Североморск. С 16 апреля 2013 года эту должность занимала Ирина Норина.

## Промышленность
Промышленность представляет в основном предприятия пищевой промышленности: молочный завод. Ранее в городе работали также колбасный завод, хлебозавод и завод безалкогольных напитков.
Также в городе имеются строительные и судоремонтные предприятия и хорошо развита инфраструктура ЖКХ, бытовых услуг и торговли.

## Транспорт
Действуют 7 маршрутов городского автобуса, обслуживаемых Североморским АТП филиалом Мурманскавтотранс.
- № 1: Морвокзал — Восточная ул. — Комсомольская ул.;
- № 2: Морвокзал — Восточная ул. — ул. Колышкина — Комсомольская ул.;
- № 2к: Морвокзал — ул. Колышкина — Комсомольская ул.;
- № 3: Морвокзал — ул. Авиаторов;
- № 6: Морвокзал — Полярная ул.;
- № 7: Морвокзал — Комсомольская ул. (ч/з ул. Кирова);
- № 8: Морвокзал — Комсомольская ул. (ч/з ул. Ломоносова).

Также действуют пригородные внутримуниципальные маршруты:
- № 101: Североморск — п. Сафоново-1;
- № 102: Североморск — г. Североморск-3;
- № 112: Североморск — п. Щукозеро (с/х «Североморец»).

Пригородные межмуниципальные маршруты:
№ 105 Североморск — г. Мурманск.

## Образование
- Вечерняя средняя школа № 1 (ул. Фулика, 1)
- Гимназия № 1 (Полярная ул., 11)
- Средняя школа № 1 имени Героя Советского Союза Ивана Сивко (ул. Кирова, 19)
- Средняя школа № 7 имени Героя Российской Федерации Марка Евтюхина (ул. Саши Ковалёва, 7)
- Средняя школа № 9 (Гвардейская ул., 26)
- Средняя школа № 10 имени Константина Ивановича Душенова (ул. Душенова, 13А)
- Средняя школа № 11 (Комсомольская ул., 33)
- Средняя школа № 12 (ул. Душенова, 19)
- Лицей 1 (ул. Пионерская)

## Достопримечательности
- Памятник Героям-Североморцам, защитникам Заполярья (жители называют памятник именем - Алёша, одноименный памятник располагается в Мурманске) — символ города, представляет собой фигуру моряка с автоматом в руках высотой 17 метров на пьедестале в виде рубки подводной лодки высотой 10 метров. Установлен на Приморской площади 10 июня 1973 года. Авторы скульптуры — скульпторы Г. В. Нерода и Ю. Г. Нерода, архитекторы В. Н. Душкин и А. А. Шашков.
- Музей военно-воздушных сил Северного флота (ВВС СФ) музей авиации Краснознамённого Северного флота. Располагается в пгт.Сафоново, открыт 20 августа 1976г.
- Памятник Героям-артиллеристам 221-А Краснознамённой батареи Северного флота — один из самых известных памятников города. Представляет собой 130-миллиметровое корабельное орудие на бетонном постаменте. Открыт на Северной сопке у Приморской площади 6 ноября 1961 года. Авторы скульптуры — архитекторы А. А. Шашков, Т. Н. Шашкова. А. Вейсман, Е. Пантелеймонов.
- Памятник авиаторам-североморцам «Самолёт Ил-4» — открыт в Североморске (пл. Мужества) 26 июля 1981 г. Этот самолёт обнаружили в сопках поисковики[32], доставили в город, а затем почти в течение года выполняли трудоёмкую и кропотливую восстановительную работу. Авторы: архитекторы Г. И. Евдокимова, С. А. Бачурин; инженер А. В. Страшный.
- Мемориал Североморцам, не вернувшимся с войны — памятник в виде военной техники МТ-ЛБ торжественно открыт в Североморске 19 июля 2013 года на площади Мужества (около самолёта Ил-4). Посвящён военнослужащим, погибшим при исполнении воинского долга в Афганистане и Северо-Кавказском регионе[33].
- Памятник «Торпедный катер ТКА-12» — открыт в Североморске (пл. Мужества) 31 июля 1983 г. Этим катером в годы Великой Отечественной войны командовал дважды Герой Советского Союза Александр Осипович Шабалин. Авторы: архитекторы В. В. Алексеев, В. А. Гопак; инженер А. П. Страшный.
- Памятник офицерам Северного флота[34]
- Бюст дважды Героя Советского Союза Б. Ф. Сафонова — установлен в городе Североморске (пл. Сафонова) в 1967 году. Авторы памятника — скульптор Э. И. Китайчук и архитектор А. А. Шашков.
- Бюст Героя Российской Федерации Т. А. Апакидзе — установлен в городе Североморске (пл. Сафонова) в июле 2003 года. Авторы памятника — североморские художники С. Абарина и П. Абарин, главный инженер проекта А. Ф. Речиц.
- Музей «Подводная лодка К-21» — филиал Военно-морского музея Северного флота, открыт в июле 1983 года (пл. Мужества).
- Североморский музей истории города и флота — открыт по решению администрации ЗАТО Североморск в октябре 1996 года (ул. Сафонова).

- Памятник героям-североморцам
- Бюст Героя России Т. А. Апакидзе
- Памятник героям-артиллеристам

- Торпедный катер «ТКА-12»
- Подводная лодка К-21. Филиал Военно-морского музея Северного флота

## Люди, связанные с городом
В Североморске родилась певица Леся Ярославская; актрисы Наталья Коренная и Юлия Вайшнур; писатель Виталий Амутных; музыкант и артист Фисенко Максим Сергеевич;
В Североморске проживали и служили множество известных военных, в том числе Герои Советского Союза и Российской Федерации: Борис Сафонов, Юрий Падорин, Тимур Апакидзе и многие другие.

## Города-побратимы и города-партнёры
Побратимы
- Тервола, Финляндия[36]
- Кеми, Финляндия[36]
- Сёр-Варангер, Норвегия[36]
- Элиста, Россия

Партнёры
- Грозный, Россия[37]

## Топографические карты
- Лист карты R-36-XXVII,XXVIII Мурманск. Масштаб: 1 : 200 000.
- Лист карты R-36-В,Г Кольский полуостров (северо-западная часть). Масштаб: 1 : 500 000. Состояние местности на 1967-1980 год.